# باول لويس مالوني
باول لويس مالوني (بالإنجليزية: Paul Lewis Maloney)‏ هو قاضي ومحامي أمريكي، ولد في 1949 في كليفلاند في الولايات المتحدة.